# Joe Dumars
Joe Dumars III (Shreveport, 24 maggio 1963) è un ex cestista e dirigente sportivo statunitense, che ha militato per tutta la carriera nei Detroit Pistons.

## Carriera da giocatore
Dopo l'università alla McNeese State University, Dumars fu scelto dai Detroit Pistons al primo turno del draft NBA. Alto 1,90 m, giocò inizialmente nel ruolo di guardia tiratrice, per poi passare al ruolo di playmaker dopo il ritiro del compagno di squadra Isiah Thomas.
Da giocatore vinse due volte il campionato NBA, nel 1989 e nel 1990. Fu scelto come MVP delle finali NBA del 1989. L'anno seguente, nel corso delle finali della Eastern Conference contro i Chicago Bulls di Michael Jordan, Dumars e Dennis Rodman furono i cardini della strategia difensiva dell'allenatore Chuck Daly, che costrinse i Bulls a cambiare il loro gioco offensivo, ricorrendo meno a Jordan e coinvolgendo di più il resto della squadra.
In carriera Dumars fu convocato 6 volte per l'NBA All-Star Game, e per 4 volte fu inserito nel quintetto difensivo ideale. Nonostante facesse parte dei Bad Boys ("i ragazzi cattivi", il soprannome dei Detroit Pistons dopo la doppietta nel campionato NBA del 1989 e 1990), Joe Dumars era noto per la sua sportività. Il NBA Sportsmanship Award (NBA Sportsmanship Award), il Trofeo Joe Dumars, è intitolato a lui.
La maglia numero 4, da lui indossata per 15 stagioni, è stata ufficialmente ritirata dai Detroit Pistons il 10 marzo 2000. Nessun altro giocatore dei Pistons potrà più usare quel numero. Nel 2006 è stato introdotto nella prestigiosa Basketball Hall of Fame insieme a Dominique Wilkins e Charles Barkley.

## Statistiche
| † | Denota una stagione in cui ha vinto il titolo NBA. |
| * | Primo nella lega                                   |

### NBA

#### Regular Season
| Anno       | Squadra         | PG    | PT  | MP   | TC%  | 3P%  | TL%  | RP  | AP  | PRP | SP  | PP   |
| ---------- | --------------- | ----- | --- | ---- | ---- | ---- | ---- | --- | --- | --- | --- | ---- |
| 1985-1986  | Detroit Pistons | 82    | 45  | 23,9 | 48,1 | 31,3 | 79,8 | 1,5 | 4,8 | 0,8 | 0,1 | 9,4  |
| 1986-1987  | Detroit Pistons | 79    | 75  | 30,9 | 49,3 | 40,9 | 74,8 | 2,1 | 4,5 | 1,1 | 0,1 | 11,8 |
| 1987-1988  | Detroit Pistons | 82    | 82* | 33,3 | 47,2 | 21,1 | 81,5 | 2,4 | 4,7 | 1,1 | 0,2 | 14,2 |
| 1988-1989† | Detroit Pistons | 69    | 67  | 34,9 | 50,5 | 48,3 | 85,0 | 2,5 | 5,7 | 0,9 | 0,1 | 17,2 |
| 1989-1990† | Detroit Pistons | 75    | 71  | 34,4 | 48,0 | 40,0 | 90,0 | 2,8 | 4,9 | 0,8 | 0,0 | 17,8 |
| 1990-1991  | Detroit Pistons | 80    | 80  | 38,1 | 48,1 | 31,1 | 89,0 | 2,3 | 5,5 | 1,1 | 0,1 | 20,4 |
| 1991-1992  | Detroit Pistons | 82    | 82* | 38,9 | 44,8 | 40,8 | 86,7 | 2,3 | 4,6 | 0,9 | 0,1 | 19,9 |
| 1992-1993  | Detroit Pistons | 77    | 77  | 40,2 | 46,6 | 37,5 | 86,4 | 1,9 | 4,0 | 1,0 | 0,1 | 23,5 |
| 1993-1994  | Detroit Pistons | 69    | 69  | 37,6 | 45,2 | 38,8 | 83,6 | 2,2 | 3,8 | 0,9 | 0,1 | 20,4 |
| 1994-1995  | Detroit Pistons | 67    | 67  | 38,0 | 43,0 | 30,5 | 80,5 | 2,4 | 5,5 | 1,1 | 0,1 | 18,1 |
| 1995-1996  | Detroit Pistons | 67    | 40  | 32,7 | 42,6 | 40,6 | 82,2 | 2,1 | 4,0 | 0,6 | 0,0 | 11,8 |
| 1996-1997  | Detroit Pistons | 79    | 79  | 37,0 | 44,0 | 43,2 | 86,7 | 2,4 | 4,0 | 0,7 | 0,0 | 14,7 |
| 1997-1998  | Detroit Pistons | 72    | 72  | 32,3 | 41,6 | 37,1 | 82,5 | 1,4 | 3,5 | 0,6 | 0,0 | 13,1 |
| 1998-1999  | Detroit Pistons | 38    | 38  | 29,4 | 41,1 | 40,3 | 83,6 | 1,8 | 3,5 | 0,6 | 0,1 | 11,3 |
| Carriera   | Carriera        | 1,018 | 944 | 34,5 | 46,0 | 38,2 | 84,3 | 2,2 | 4,5 | 0,9 | 0,1 | 16,1 |

#### Play-off
| Anno     | Squadra         | PG  | PT  | MP   | TC%  | 3P%  | TL%  | RP  | AP  | PRP | SP  | PP   |
| -------- | --------------- | --- | --- | ---- | ---- | ---- | ---- | --- | --- | --- | --- | ---- |
| 1986     | Detroit Pistons | 4   | 4   | 36,8 | 61   | 0,0  | 66,7 | 3,3 | 6,3 | 1,0 | 0,0 | 15,0 |
| 1987     | Detroit Pistons | 15  | 15  | 31,5 | 53,8 | 66,7 | 78   | 1,3 | 4,8 | 0,8 | 0,1 | 12,7 |
| 1988     | Detroit Pistons | 23  | 23  | 35,0 | 45,7 | 33,3 | 88,9 | 2,2 | 4,9 | 0,6 | 0,1 | 12,3 |
| 1989†    | Detroit Pistons | 17  | 17  | 36,5 | 45,5 | 8,3  | 86,1 | 2,6 | 5,6 | 0,7 | 0,1 | 17,6 |
| 1990†    | Detroit Pistons | 20  | 20  | 37,7 | 45,8 | 26,3 | 87,6 | 2,2 | 4,8 | 1,1 | 0,0 | 18,2 |
| 1991     | Detroit Pistons | 15  | 15  | 39,2 | 42,9 | 40,5 | 84,5 | 3,3 | 4,1 | 1,1 | 0,1 | 20,6 |
| 1992     | Detroit Pistons | 5   | 5   | 44,2 | 47,1 | 50,0 | 78,9 | 1,6 | 3,2 | 1,0 | 0,2 | 16,8 |
| 1996     | Detroit Pistons | 3   | 3   | 41   | 45,7 | 35,7 | 0,0  | 4,3 | 3,7 | 0,0 | 0,0 | 13,7 |
| 1997     | Detroit Pistons | 5   | 5   | 42,8 | 36,1 | 26,1 | 95,0 | 1,8 | 2,0 | 1,0 | 0,0 | 13,8 |
| 1999     | Detroit Pistons | 5   | 5   | 30,6 | 48,7 | 52,6 | 0,0  | 1,4 | 2,6 | 0,4 | 0,0 | 10,2 |
| Carriera | Carriera        | 112 | 112 | 36,6 | 46,2 | 35,8 | 85,5 | 2,3 | 4,6 | 0,8 | 0,1 | 15,6 |

## Palmarès

### Giocatore
- Campionato NBA: 2

Detroit Pistons: 1989, 1990
- NBA Finals MVP (1989)
- NBA All-Rookie First Team (1986)
- All-NBA Team: 3

Second Team: 1993
Third Team: 1990, 1991
- NBA All-Defensive Team: 5

First Team: 1989, 1990, 1992, 1993
Second Team: 1991
- NBA All-Star Game: 6

1990, 1991, 1992, 1993, 1995, 1997

### General Manager
- Campionato NBA: 1

Detroit Pistons: 2004

### Dirigente
- NBA Executive of the Year (2003)

## Carriera da dirigente
Il 6 giugno 2000 è stato nominato direttore sportivo dei Pistons. Da allora ha progressivamente costruito la squadra che avrebbe poi vinto il titolo NBA nel 2004.

### Scambi
- Grant Hill per Chucky Atkins e Ben Wallace
- Jerome Williams per Corliss Williamson
- Mateen Cleaves per Jon Barry
- Jud Buechler per Clifford Robinson
- Jerry Stackhouse per Richard Hamilton
- Željko Rebrača, Bob Sura, e due prime scelte per Rasheed Wallace

### Scelte
- Tayshaun Prince come 23ª scelta
- Mehmet Okur scelto al secondo giro

### Contratti siglati
- Chauncey Billups
- Larry Brown (allenatore)
- Antonio McDyess